# Battaglia di Jelschane
La battaglia di Jelschane (o di Elsane, dall'attuale toponimo) è stato uno scontro tra le forze dell'esercito franco-italiano, più precisamente una divisione al comando di Domenico Pino, e quelle austriache, una brigata al comando del generale Nugent, avvenuto il 14 settembre 1813. Il combattimento terminò con la ritirata delle forze austriache e permise ai napoleonici di riprendere temporaneo possesso della città di Fiume.

## Contesto storico
Mentre Napoleone stava combattendo le forze della Coalizione in Germania, il suo figliastro, il principe Eugenio di Beauharnais, stava rapidamente abbandonando il teatro di guerra alla volta dell'Italia. Eugenio aveva ricevuto chiarissime istruzioni da parte dell'imperatore: raccogliere un'armata e prepararsi a difendere la penisola dall'Austria. Napoleone aveva infatti intuito che gli austriaci non sarebbero rimasti neutrali a lungo e che sarebbero probabilmente entrati in guerra contro di lui e contro i suoi alleati. Giunto a Milano a maggio, radunò nei mesi successivi un esercito di 50000 uomini e si spostò in Friuli, pronto a difendere i confini dell'Impero francese e del Regno d'Italia dalle forze asburgiche del generale Hiller, posto a comando di un esercito di 40000 uomini con un compito diametralmente opposto.

## Antefatti
Il 17 agosto la tregua sancita dall'armistizio di Pleiswitz terminò e le ostilità ripresero sia sul fronte tedesco, sia sul nuovo fronte meridionale. Eugenio aveva diviso le sue forze in tre corpi d'armata: il primo, al comando del generale Grenier, avrebbe difeso i possedimenti franco-italiani nella parte settentrionale della regione, a ridosso delle Alpi Carniche; il centro, affidato ai generali Pino e Verdier, avrebbe dovuto garantire le linee di comunicazione e proteggere le regioni dell'attuale Slovenia centrale e della valle dell'Isonzo, mentre un terzo corpo d'armata si sarebbe occupato di difendere Trieste, Fiume e l'Istria dalle incursioni austriache.

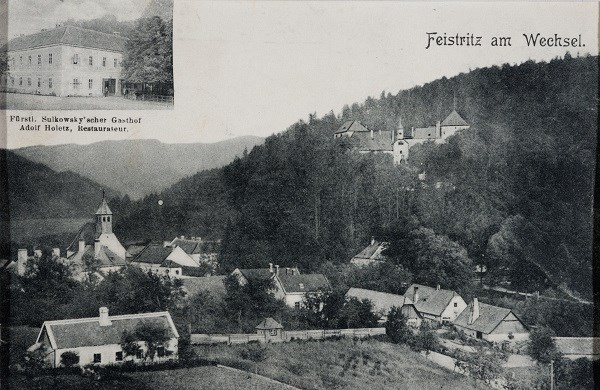
Feistritz in una cartolina del 1910

Il fronte settentrionale si dimostrò il più fruttuoso per le armate napoleoniche: in breve tempo le forze di Grenier riuscirono a raggiungere Tarvisio, scacciare gli austriaci da Villaco ed ottenere una prima buona vittoria sulle forze del generale Vécsey nei pressi di Feistritz, stabilizzando la linea e respingendo gli austriaci ben oltre gli iniziali confini tra le due potenze. Al centro, invece, la situazione era più delicata: le forze austriache sotto il comando del generale von Radivojevich stavano impegnando i francesi da un punto di vista logistico: le forze di Pino non potevano avventurarsi allo scoperto, altrimenti i vari frazionamenti del corpo del generale austriaco sarebbero potuti intervenire per attaccare le loro retrovie ed isolare gli uomini del generale milanese dal resto dell'esercito. Questo portò Pino in più occasioni a ritirarsi verso Lubiana senza essere attaccato per mantenere protette le sue vie di comunicazione con il resto dell'armata di Eugenio. Il principe si dimostrò piuttosto intollerante nei confronti di Pino e delle sue manovre.
A sud la situazione era molto diversa: la Croazia, acquisita dai francesi solo da quattro anni, insorse all'arrivo delle forze imperiali asburgiche, unendosi alla causa austriaca ed ingrossando considerevolmente le forze del generale von Radivojevich. I suoi sottoposti, nello specifico il generale Laval Nugent, ben approfittarono del clima apertamente ostile alle forze napoleoniche e si lanciarono rapidamente alla conquista dei territori ancora simpatizzanti nei confronti dei precedenti dominatori. Nugent si mosse rapidamente verso l'Istria, riuscendo a catturare Fiume negli ultimi giorni di agosto, prima di dirigersi verso nord. La divisione di Nugent incontrò i franco-italiani della divisione Ruggeri a Lippa e le due parti si scontrarono, con gli austriaci ad uscirne vincitori. Per evitare che gli austriaci arrivassero presto a Trieste, Eugenio inviò entrambe le divisioni di Pino e del generale Palombini a percorrere il litorale e a sradicare ogni forza nemica ivi presente. Nugent effettuò diverse incursioni verso Trieste nei giorni 8,9 e 10 settembre ma non entrò mai in città: le sue forze, composte da un paio di reggimenti ed uno squadrone, non sarebbero riuscite a resistere a tutte le forze napoleoniche della zona, decisamente superiori. Nonostante ciò, Nugent decise di prepararsi e scontrarsi con Pino: la natura del territorio gli avrebbe dato delle buone possibilità di resistere e attirare un'intera divisione nel cuore dell'Istria, territorio poco rilevante se non per Trieste e favorevole alla causa austriaca, avrebbe certamente rallentato i progressi dei franco-italiani sul resto del fronte.

## La battaglia

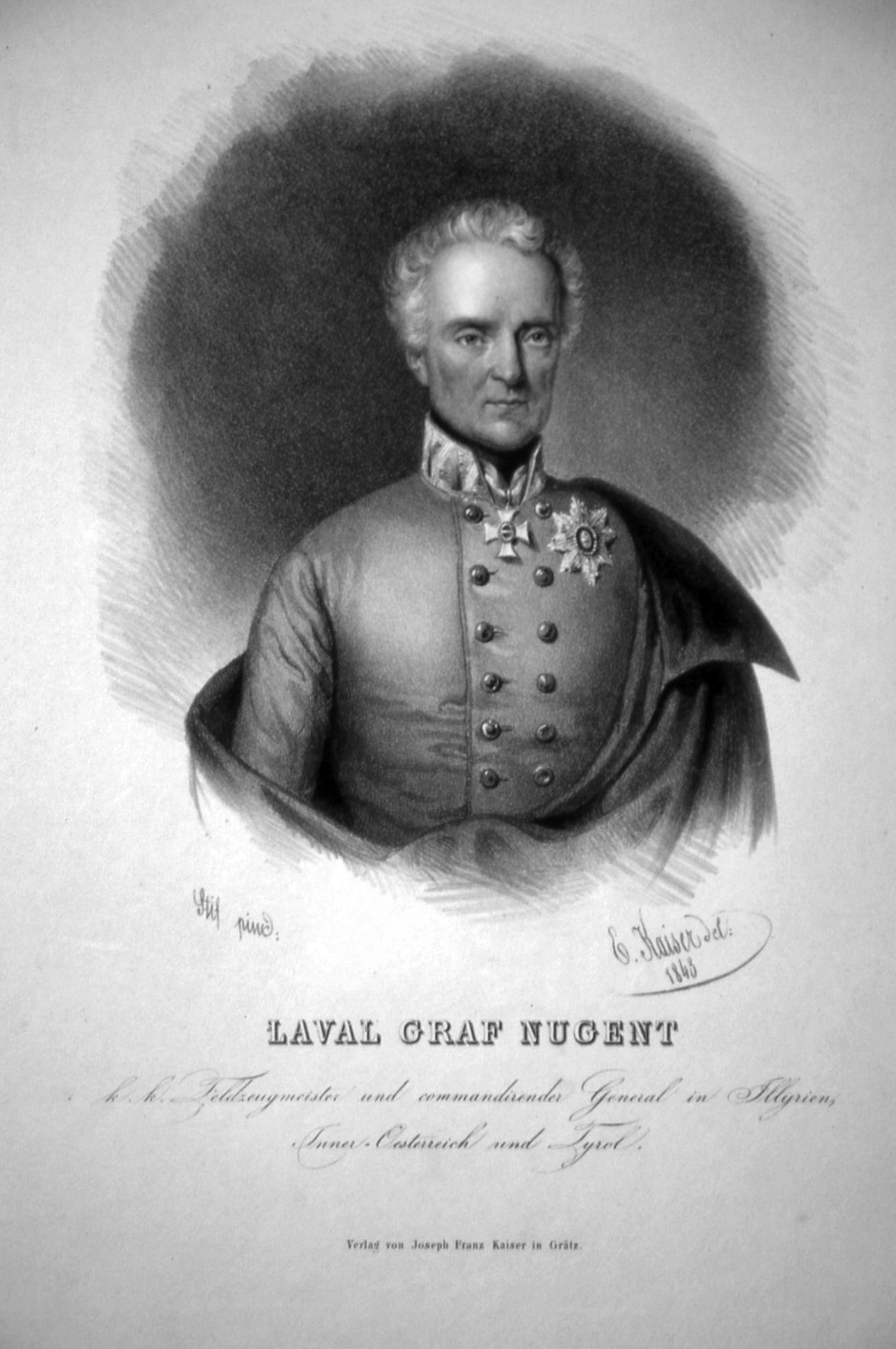
Il generale Nugent nel 1848

Il 14 settembre al mattino, Pino, intensificando il suo movimento, fece attaccare dall’avanguardia della divisione Palombini i posti avanzati di Nugent situati a Dornegg. Il capitano Zuccheri, accorgendosi per tempo del movimento aggirante di quell’avanguardia, evitò lo scontro, si ritirò prudentemente e raggiunse senza perdere un solo uomo la posizione di Jelschane, che il generale Nugent occupava dalla sera precedente con tutte le sue forze disponibili.
Il generale austriaco aveva occupato un'ottima posizione difensiva: i ripidi pendii delle colline circostanti avrebbero reso difficili i movimenti dei suoi avversari, proteggendo i suoi fianchi in modo piuttosto efficace. Destinò una compagnia a proteggere il fianco destro, che appoggiava su una collina appositamente fortificata, mentre il resto delle sue truppe, diviso in due parti più o meno uguali, fu posizionato a Jelschane, con uno dei due raggruppamenti lasciato dietro alla cittadina a svolgere il ruolo di riserva. Pino iniziò il proprio attacco sulle colline che costituivano i fianchi della posizione nemica, lanciando 4 battaglioni alla sua sinistra e 5 sulla sua destra: in quei settori, lasciati quasi scoperti da Nugent, le truppe austriache resistettero coraggiosamente contro forze numericamente molto superiori. Gli austriaci riuscirono a rallentare, se non bloccare, l'avanzata delle forze di Pino per ore, sebbene alla fine iniziarono a cedere lentamente terreno. Intanto, nella pianura dinnanzi a Jelschane, Pino fece dispiegare alcuni battaglioni a coprire il posizionamento di 10 cannoni. La batteria così messa riuscì a sopraffare completamente l'artiglieria austriaca, molto più esigua. Nonostante ciò, Nugent riuscì a mantenere saldo il centro mentre la sua sinistra, lanciatasi in un contrattacco, riuscì a respingere gli italiani.
Nugent comprese rapidamente che il possesso dell'altura dominante della zona era cruciale per l'esito della battaglia: fece subito spostare alcune compagnie a supporto del fianco destro, riuscendo a stabilizzare la situazione rapidamente. Pino fu costretto ad eseguire varie manovre piuttosto lunghe e complesse per ovviare alla cosa: dopo cinque ore, il grosso delle sue truppe era riuscito a spostarsi sulla sinistra di Nugent mentre le forze inizialmente impiegate in quel settore scesero a valle e si spinsero sulla strada verso Lippa, puntando alle retrovie dell'esercito austriaco. Non potendo più mantenere la posizione, Nugent ordinò una ritirata: i suoi uomini, arretrando, si spostarono verso la sua destra, finendo in una zona favorevole ai movimenti della cavalleria. Il generale francese Perreymond tentò subito di lanciare una carica ma fu bloccato dalla fanteria nemica, coadiuvata dagli ussari Radetzky. Giunse in quel momento da fiume l'arciduca Massimiliano. Pino lo scorse e credette che gli austriaci avessero ricevuto dei rinforzi: decise di procedere con prudenza e fece rallentare l'avanzata dei suoi uomini. Approfittando della svista del generale italiano, Nugent fece ritirare i suoi uomini a Lippa e, dopo una breve sosta, proseguì verso San Mattia, lasciando solo un piccolo posto di osservazione lungo il cammino. Le forze di Pino, sfinite dalle lunghe e complesse manovre, non ebbero la forza per tentare un lungo inseguimento e si arrestarono a Lippa.

## Bilancio e conseguenze

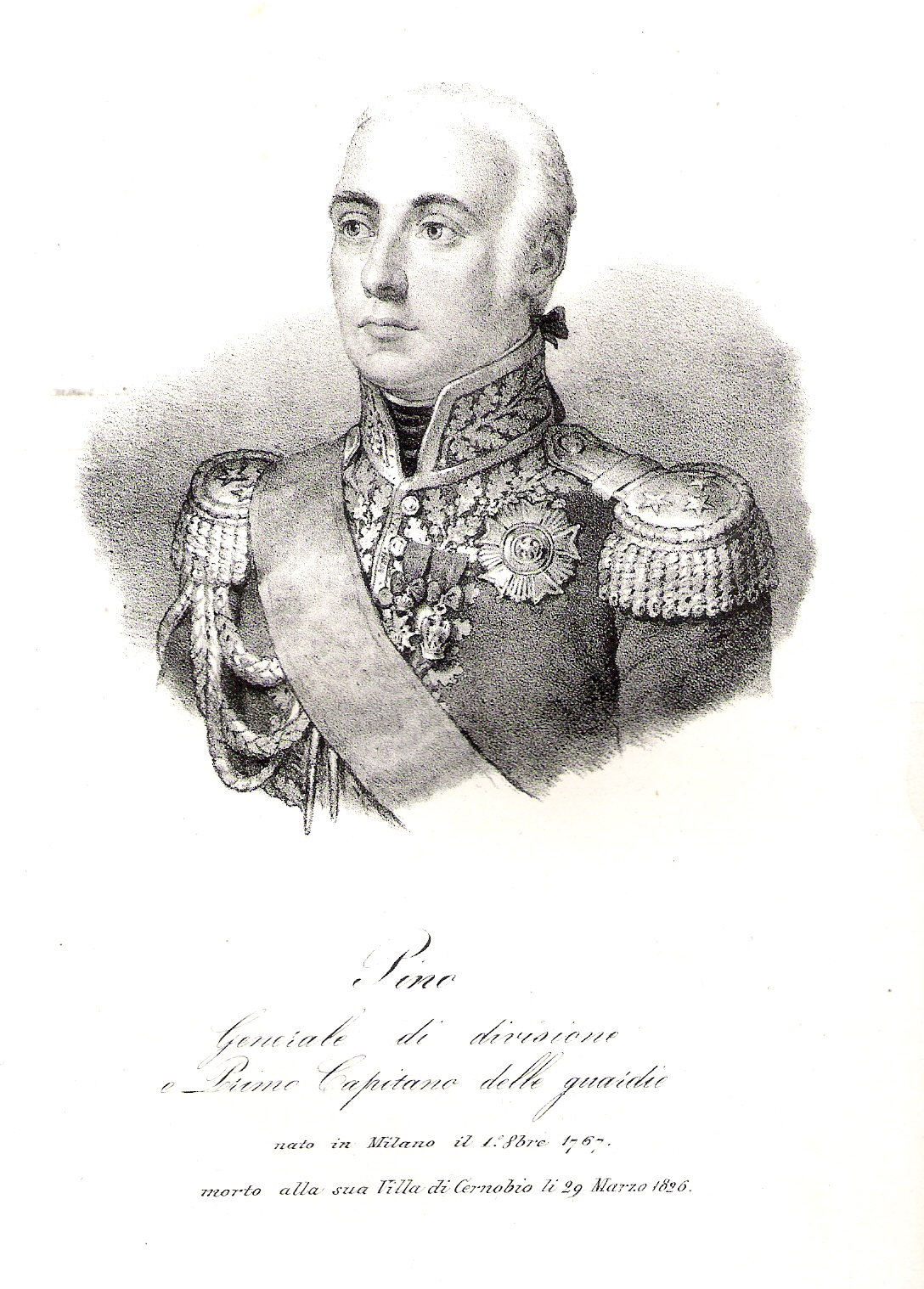
Domenico Pino

Le perdite della brigata di Nugent ammontavano a 1 ufficiale ucciso, 6 feriti e 295 uomini fuori combattimento; quelle di Pino a 2 generali feriti, 19 ufficiali tra morti e feriti e circa 500 tra sottufficiali e soldati. Le perdite relativamente alte della divisione Pino si spiegano col fatto che gli austriaci avevano combattuto protetti da ripari naturali e fortificazioni, mentre gli italiani dovettero avanzare allo scoperto.
Malgrado il risultato tattico dello scontro si possa definire come una vittoria franco-italiana, dal punto di vista strategico la battaglia fu alquanto deludente per le forze napoleoniche: il principale motivo a sostenere l'invio di ulteriori forze in Istria era l'annientamento di Nugent, diventato una minaccia per il fianco destro dell'armata di Eugenio. Pino si era dimostrato superiore sul campo di battaglia, riuscendo a scalzare il generale austriaco dalla sua ottima posizione, ma non era riuscito ad infliggere alla sua divisione il tanto ambito colpo di grazia: non solo Nugent era riuscito a fuggire, complicando tutti i piani dello stato maggiore nemico, ma era riuscito ad infliggere significative perdite ai franco-italiani. Eugenio, scrivendo a Clarke, si disse molto preoccupato: aveva dovuto rinunciare rapidamente all'iniziativa acquisita a Feistritz e adesso non sapeva nemmeno se sarebbe stato in grado di difendere le posizione acquisite.
Comunque, la ritirata delle forze di Nugent aprì la strada verso Fiume ai franco-italiani, che riuscirono a riprendere la città e a mantenerne il possesso per un breve periodo. Per quanto riguardava Pino, invece, la sua condotta alquanto deludente non era passata inosservata: le sue esitazioni e la recente prestazione di Jelschane avevano profondamente deluso il viceré, che decise di rimuoverlo dal comando e sostituirlo con il generale Palombini, ufficialmente adducendo motivi di salute. Questo portò Pino a sviluppare una profonda inimicizia nei confronti di Eugenio, inimicizia che ebbe gravi e decisive conseguenze al termine del conflitto.